# Lapua (Finland)
Lapua (Zweeds: Lappo) is een gemeente en stad in de Finse provincie West-Finland en in de Finse regio Zuid-Österbotten. De gemeente heeft een landoppervlakte van 737,16 km² en telt 14.099 inwoners (2022).

## Geboren in Lapua
- Anneli Jäätteenmäki (1955), politica
- Jutta Urpilainen (1975), politica